# Okręg Kruja
Okręg Kruja (alb. rrethi i Krujës) – jeden z trzydziestu sześciu okręgów administracyjnych w Albanii; leży w środkowej części kraju, w obwodzie Durrës. Liczy ok. 68 tys. osób (2008) i zajmuje powierzchnię 333 km². Jego stolicą jest Kruja.  W skład okręgu wchodzi sześć gmin: dwie miejskie (alb. Bashkia) Fushë-Krujë, Krujë oraz cztery wiejskich Bubq, Çudhi, Kodër-Thumanë, Nikël.
Inne miasta: Mamurras, Milot.